# Cotinga cridanera
La cotinga cridanera (Lipaugus vociferans) és un ocell de la família dels cotíngids (Cotingidae).

## Hàbitat i distribució
Habita boscos i sabana, sovint a prop de l'aigua de les terres baixes, des de l'est de Colòmbia, est i sud de Veneçuela i Guaiana, cap al sud, a través de l'est de l'Equador i est del Perú fins al nord i l'est de Bolívia i Amazònia i est del Brasil.